# Ринкон де Тијера Бланка (Урике)
Ринкон де Тијера Бланка (шп. Rincón de Tierra Blanca) насеље је у Мексику у савезној држави Чивава у општини Урике. Насеље се налази на надморској висини од 1760 м.

## Становништво
Према подацима из 2005. године у насељу је живело 5 становника.

### Хронологија
| Година       | 2000       | 2005 |
| ------------ | ---------- | ---- |
| Становништво | 10 (5 / 5) | 5    |

### Попис
| # | Индикатор                        | Вредност |
| - | -------------------------------- | -------- |
| 1 | Укупно појединачних домаћинстава | 2        |